# Byrrhomorpha basicollis
Byrrhomorpha basicollis är en skalbaggsart som beskrevs av Lea 1919. Byrrhomorpha basicollis ingår i släktet Byrrhomorpha och familjen Melolonthidae. Inga underarter finns listade.